# Circulatieplannen van Gent

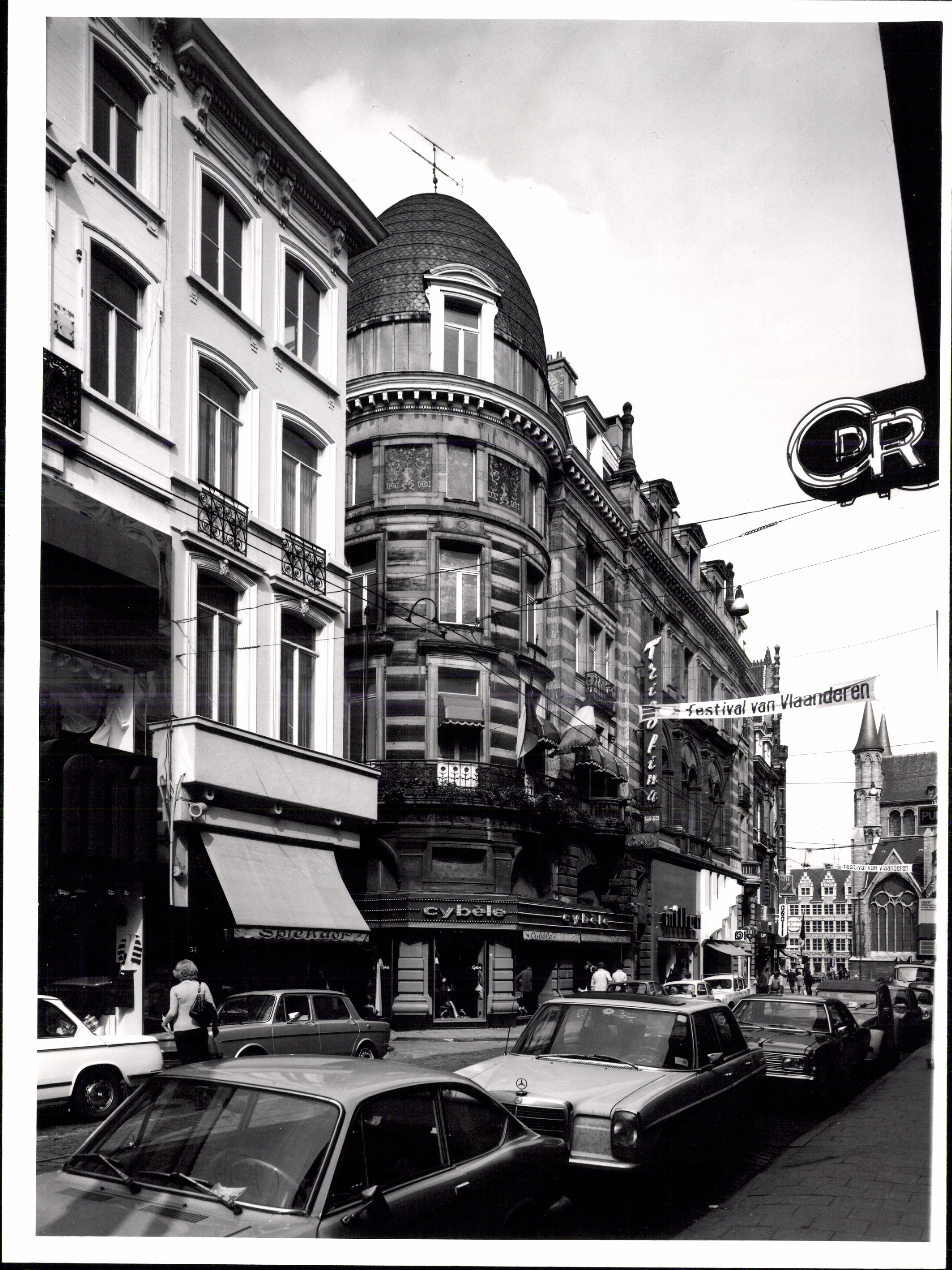
De Veldstraat voordat die autovrij werd gemaakt

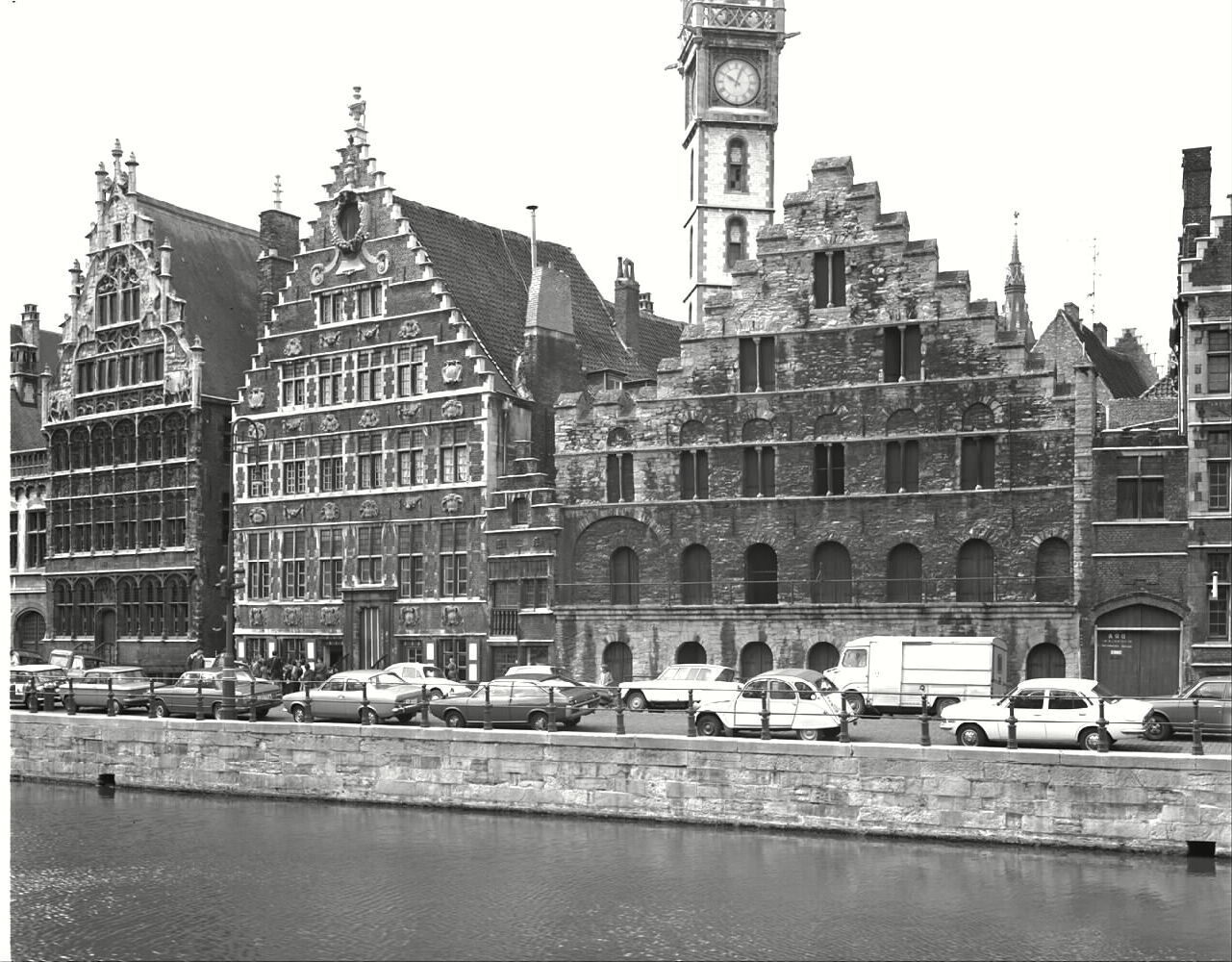
Graslei voor autovrij maken

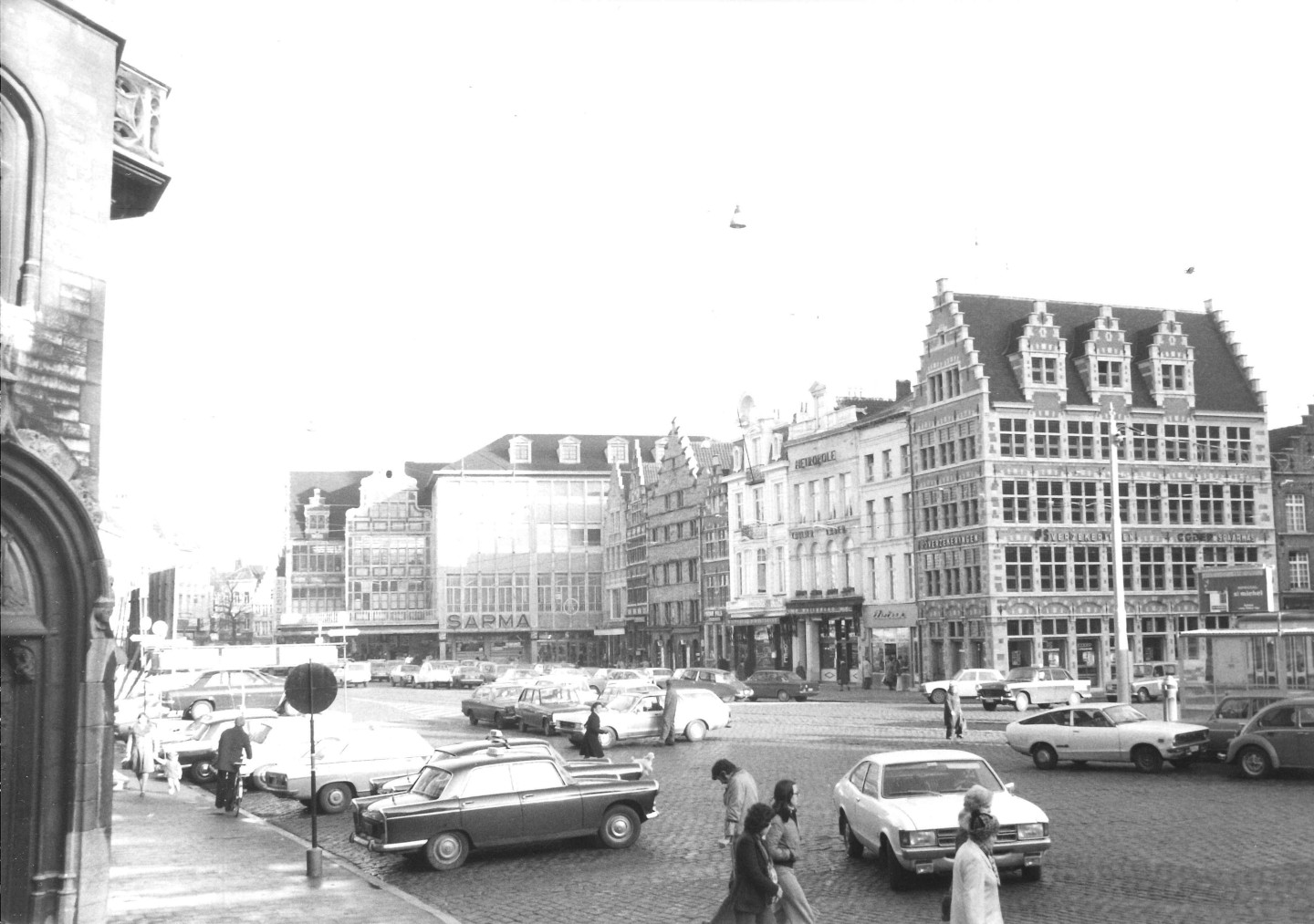
De Korenmarkt (1975) voor het autovrij maken

De circulatieplannen van Gent zijn een reeks circulatieplannen die het verkeer in de Oost-Vlaamse provinciehoofdstad Gent gestuurd hebben vanaf de jaren 1970.
Een groot deel van de Gentse binnenstad is in verschillende fases autoluw geworden, met name in 1997 en in 2017, in navolging van voorbeelden zoals het verkeerscirculatieplan Groningen.

## Geschiedenis

### Autovrij makan van winkelstraten (vanaf 1976)
De eerste autovrije straten waren de smalle Donkersteeg (1976), en de Langemunt (1982). In 1984 werd de belangrijke Veldstraat, waar tot dan nog auto's reden en parkeerden, een autovrije winkelwandelstraat.

### Lussenplan en protest
Tegen het Lussenplan van 1987 kwam protest, geleid door Edmond Cocquyt sr. die hiervoor de Autopartij oprichtte, maar niet verkozen werd bij de gemeenteraadsverkiezingen van 1994. Hij kon wel twaalf wijzigingen aan het Mobiliteitsplan afdwingen.

### Mobiliteitsplan (1997)
Door het ingrijpende Mobiliteitsplan van 1997 van de liberale schepen Sas van Rouveroij werd het autovrij gedeelte uitgebreid met o.a. het Sint-Baafsplein, de Gras- en de Korenlei. Het plan zorgde er ook voor dat autoverkeer via een ringvormige parkeerroute ("P-route") in de binnenstad langs de ondergrondse parkeergarages werd geleid. In de jaren ervoor en nadien werden nieuwe parkeergarages (Zuid, Kouter, Reep, Ramen) gebouwd in de binnenstad. De parkeerplaatsen op straat werden in gelijke mate verminderd (onder de naam "stand-still"). Het plan van het stadsbestuur voor een ondergrondse parkeergarage naast het centrale Belfort (Belfortparking) werd echter bij referendum door de bevolking weggestemd, en in 2009-2012 werd op die plaats als alternatieve invulling de Stadshal (inclusief een stadscafé en een fietsenstalling) gebouwd.
Nadien werd nog, voor het eerst, een nieuwe ondergrondse parking, Sint-Pietersplein, ver van het centrum en de parkeerroute gebouwd, dicht bij de R40. In de jaren 2010 is men helemaal gestopt met het bouwen van nieuwe parkeergebouwen binnen de R40 wegens het aanzuigend effect ervan.

#### Protest tegen het mobiliteitsplan van 1997
Rond 1997 was er grote tegenstand tegen het plan, vooral bij de middenstand, inclusief een doodsbedreiging met kogel aan de schepen en de burgemeester.
Na de verkiezingen van 2000 werd het plan op bepaalde plaatsen afgezwakt, zoals in de Vlaanderenstraat.

### Mobiliteitsplan (2015)
In 2015 keurde de Gentse gemeenteraad een nieuw Mobiliteitsplan goed. De verdere uitwerking van deze strategische visie gebeurde in het parkeerplan (ingevoerd in de eerste helft van 2016) en het circulatieplan (ingevoerd op 3 april 2017).

#### Parkeerplan
Het parkeerplan heeft als voornaamste kenmerken dat er geen enkele blauwe zone meer was overgebleven, dat er nieuwe betaalpalen waren geplaatst met een betaalregime in 4 kleuren (rood, oranje, geel, groen) en dat de automobilist voortaan zijn nummerplaat moet intikken.

#### Circulatieplan (2017)
De hoofdkenmerken van het circulatieplan van 2017 zijn dat de voetgangerszone fel uitgebreid is en dat de binnenstad verdeeld is in zeven sectoren (zes van elkaar gescheiden sectoren met autoverkeer en het centrum zonder normaal autoverkeer): doorgaand verkeer is onmogelijk en de automobilist wordt telkens naar de stadsring (R40) geleid als hij van sector wil veranderen. Dat houdt dus in dat de parkeerroute door de binnenstad uit 1997 afgeschaft werd. Bepaalde straten werden autoluw (ten voordele van voetganger, fiets of openbaar vervoer), andere straten werden dé ingangs- of uitgangsroute voor autoverkeer.

##### Protest
Er zijn uitgesproken voor- en tegenstanders van het circulatieplan. Er waren Facebookgroepen en protestacties in de aanloop ervan, en nadien. Een petitie haalde niet de vereiste 10% geldige handtekeningen van inwoners om een referendum af te dwingen. Bewoners van de Rozemarijnstraat protesteerden omdat hun straat sindsdien meer verkeer slikt.

##### Gevolgen
Bij de gemeenteraadsverkiezingen van 2018 haalden de partijen tegen het circulatieplan onvoldoende zetelwinst, en het circulatieplan bleef behouden.

## Wijkcirculatieplannen
Tijdens de legislatuur 2019-2024 kwamen er ook twee circulatieplannen buiten het centrum van Gent, namelijk een voor de wijken Gentbrugge - Sint-Amandsberg en daarnaast ook in Zwijnaarde.
In 2025 werden de effecten in deze wijken geëvalueerd en kwamen er bijsturingen, maar de essentie bleef.